# Sofista

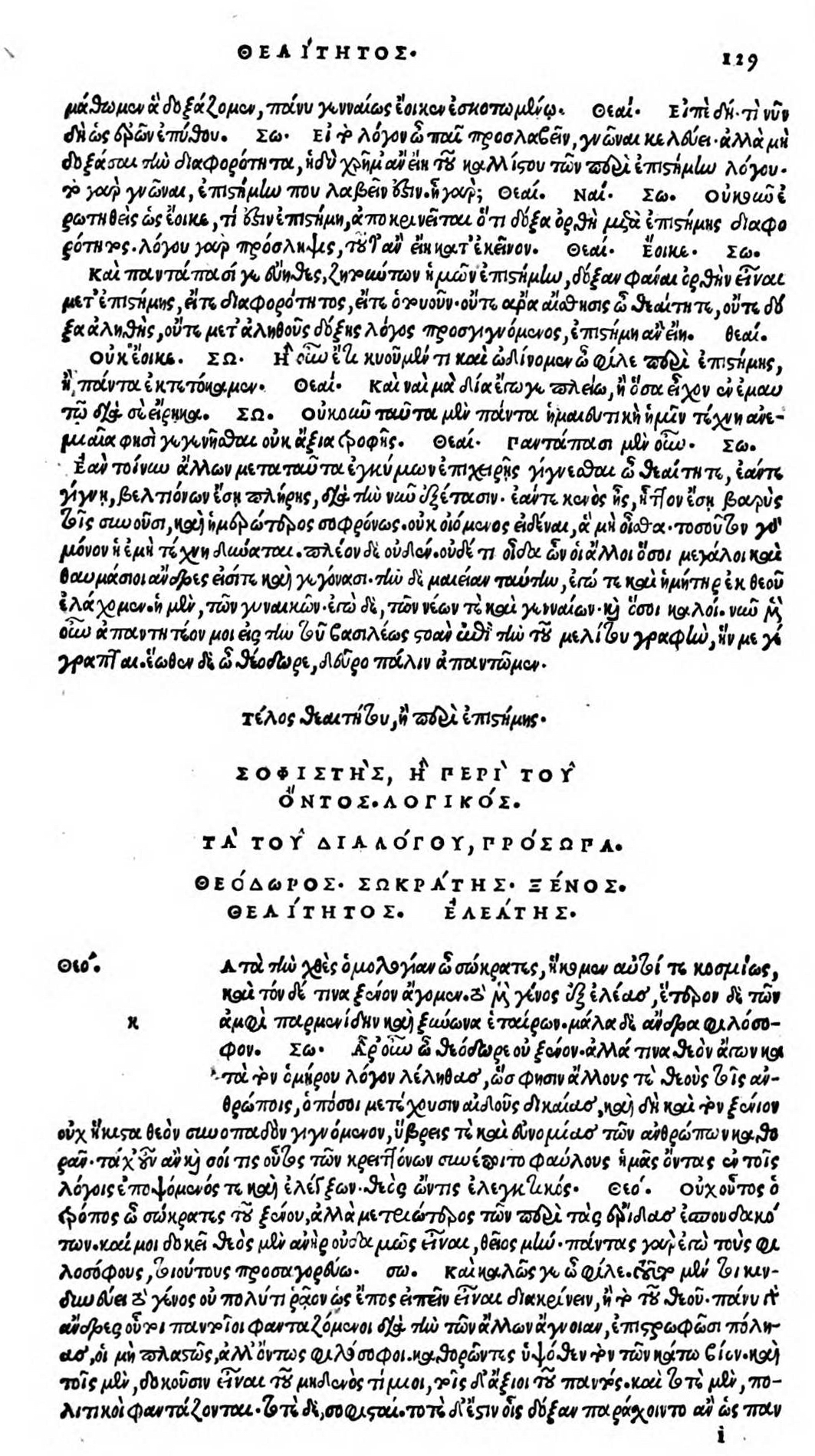
Comienzo del diálogo platónico sofista en la primera edición, Venecia 1513

Los sofistas (del griego σοφία [sophía], y σοφός [sophós], «sabio») eran estudiantes  y maestros de retórica, que desarrollaron su actividad en la Atenas democrática del siglo V y IV a. C. Se enfocaban en el relativismo, la naturaleza, creación de leyes, la moralidad, conocimiento del lenguaje, la concepción gnoseológica constructivista y el escepticismo respecto al valor absoluto del conocimiento. Su filosofía se conoce a través de fragmentos y testimonios de Platón, Aristóteles y Flavio Filostrato. Los filósofos de la naturaleza (physis), los presocráticos, habían elaborado diferentes teorías para explicar el cosmos. Luego llegarían simultáneamente los sofistas y Sócrates para cambiar el objeto de la filosofía: a partir de ellos el tema de reflexión es el hombre (nomos) y la sociedad (polis). 
Sus detractores (como Platón y Aristóteles) creen que, teniendo en cuenta solo la persuasión de una audiencia, ya sea en asambleas políticas o durante juicios legales, los sofistas desarrollan el razonamiento cuyo objetivo es solo la eficacia persuasiva, y no la verdad, y que como tales suelen contener sofismos (falacias). A pesar de las opiniones negativas, a partir del siglo XIX varios pensadores han tratado de reivindicar a los sofistas.

## Etimología
El término sofista es el nombre dado en la Grecia clásica al que hacía profesión de enseñar la sabiduría. Ya en la Odisea, Ulises es calificado de sophón como «ingenioso». Por el contrario, Eurípides llama a la sophía «listeza» y al sophón «sabiduría», tratando con ello de diferenciar la intensidad y grado de conocimiento de las cosas que tienen respectivamente los hombres y los dioses. Sophós y Sophía en sus orígenes denotaban una especial capacidad para realizar determinadas tareas como se refleja en la Ilíada (XV, 412). Más tarde se atribuiría a quien dispusiera de «inteligencia práctica» y era un experto y sabio en un sentido genérico. Sería Eurípides quien le añadiría un significado más preciso como «el arte práctico del buen gobierno» (Eur. I.Á.749) y que fue usado para señalar las cualidades de los Siete Sabios de Grecia. Sin embargo, al transcurrir el tiempo hubo diferencias en cuanto al significado de sophós: por una parte, Esquilo denomina así a los que dan utilidad a lo sabido, mientras que para otros es al contrario, siéndolo quien conoce por naturaleza. A partir de este momento se creará una corriente, que se aprecia ya en Píndaro, que da un cariz despectivo al término sophós asimilándolo a «charlatán».

## Historia
Los sofistas fueron considerados como los intermediarios entre las ideas filológicas expuestas en la literatura anterior y lo contemporáneo. Al igual que los rapsodas, eran viajeros, conocían diferentes culturas, totalmente distintas a la griega. No fue hasta que con la expulsión persa se asentaron en Atenas. Curiosamente, los rapsodas se convertirían en discípulos sofistas. Por eso se plantearon problemas referidos a las costumbres y las leyes. ¿Son las costumbres y leyes un simple acuerdo, una convención, o son naturales? Así surgió la idea de relativismo. La verdad era lo que opinase la mayoría, por lo que pasaron de enseñar "sabiduría" a oratoria. La opinión como criterio de verdad, ya que afirmaban que la verdad objetiva no existía, postura criticada por contemporáneos como Sócrates.
En la ciudad se dedicaron a enseñar poesía épica y arcaica junto con teoría filológica existente e interpretaciones a sus discípulos, sin embargo, su mayor foco de interés fue la épica homérica. La intención era aprender de los grandes escritores del pasado y perfeccionar sus legados. Iban de ciudad en ciudad enseñando a ser buenos ciudadanos y a triunfar en la política. Los sofistas fueron los primeros en reflexionar acerca del lenguaje. El arte de hablar en público, la retórica, era esencial en la democracia griega, donde los ciudadanos participaban constantemente. Las enseñanzas de los sofistas tenían un fin práctico: saber desenvolverse en los asuntos públicos. Fueron los primeros pensadores que cobraron dinero por sus enseñanzas y precursores de la pedagogía, inventores a su vez de la educación en un entorno artificial —característica de la civilización occidental— en lugar de la tradicional formación griega impartida dentro del medio social de los adultos (sinusia). Uno de los principales sofistas fue Protágoras (480-410 a. C.).
Durante los siglos V y IV en la cultura griega había una resistencia a la transición de la literatura como lenguaje oral a la escritura. Sin embargo los sofistas la utilizaron mucho para plasmar sus ideales. Este acercamiento a la escritura convirtió a los sofistas en figuras destacadas en Atenas, ya que solían componer textos dramáticos de tragedia, los cuales, aunque su finalidad principal era ser representados en el teatro de Dionisio, también podían leerse en libro. 
Durante el gobierno de Euclides (403 a.c) el alfabeto jónico, proveniente de la escritura en Jonia, se popularizó en Grecia y se adoptó en Atenas en textos literarios y documentos, posiblemente por la influencia sofista ya que muchos provenían de esta región.  Por otra parte, los sofistas también realizaron trabajo como copistas en la época, ya que a sus discípulos tenían que brindarles los escritos de grandes obras; a su vez, también aprovecharon el medio para distribuir sus escritos para la enseñanza práctica.
Los sofistas realizaron una gran labor filológica y lingüística, como la categorización de verbos y sustantivos, análisis gramaticales de palabras, interpretación de significados, práctica correcta de la sintaxis, distinciones entre palabras, correcciones textuales, tipos de oraciones, uso de género y terminación de palabras, etc. Sin embargo, no pueden considerarse pioneros de la disciplina filológica ya que su interés se enfocaba en estudiar la retórica de manera educativa, pero para comprender los versos homéricos.

### Sofistas
Entre los sofistas destacaron ciertos personajes como Protágoras y Gorgias considerados como los padres del relativismo y escepticismo:

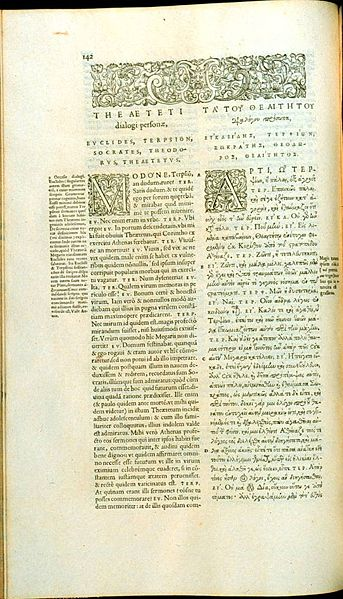
Henri Estienne, Platón, Diálogo de Teeteto página142, 1578.

Protágoras de Abdera (485-411 a. C.) apareció en el diálogo Teeteto de Platón, donde se menciona la frase «El hombre es la medida de todas las cosas, de las que son en cuanto que son y de las que no son en cuanto que no son». Tal expresión habla de que la ley (nomos) es una convención y por esto puede ser cambiada según el interés de cada comunidad humana, mencionando que los únicos jueces en los que hay que creer son los hombres por mayoría. Protágoras también opinaba sobre los dioses diciendo «Respecto a los dioses no puedo estar seguro de si existen o no, ni qué aspecto tienen, porque hay muchas cosas que impiden el conocimiento seguro: la oscuridad del tema y la brevedad de la vida humana». Protágoras fue un defensor de las costumbres, aunque desconozca si realmente existen los dioses. Si defenderá que sean venerados como producto de la voluntad de la mayoría. Tuvo interés en desarrollar el escepticismo en relación con el conocimiento humano y el relativismo moral aludiendo a que se trata de una convicción. Se le acredita como el profesor de la virtud (conocimiento y habilidad para el éxito según los sofistas).
Gorgias (483-375 a. C.) fue conocido por su interés en problemas estilísticos. Nació a inicios del siglo V a. C.  Fue discípulo del filósofo y poeta Empédocles. Su principal interés fue el de enseñar retórica a sus discípulos. Escribió dos obras; la primera, Elogio de Helena y Defensa de Palamedeses] en las cuales proponía una nueva prosa.  También se interesó por el teatro trágico.  Se cree que este sofista influenció al famoso Aristófanes según una referencia en su escrito Las Ranas. Era un defensor del escepticismo totalmente. Escribió sobre la naturaleza o el no ser, mencionando tres frases: «Nada existe», «Si existiese no se podría conocer» y «Si se pudiese conocer no se podría comunicar». Las mismas se convirtieron en un ataque directo para Parménides de Elea, como el «Nada existe» contra «El ser es y no puede no ser». Este se daba ya que Gorgias logró demostrar que lo que decía Parménides no tenía sentido. Sus discípulos más reconocidos fueron Isócrates y Alcidamante. El primero, también fue un gran orador y maestro de siguientes generaciones; sin embargo, aunque tenía gran aprendizaje en la literatura se inclinaba más por el “hablar bien”. El segundo, seguía más la línea de los rapsodas en la oratoria, una manera más improvisada.  
Hipias de Elide (443-399 a. C.) se dedicó a la investigación de "antigüedades" que podría ser la primera tentativa de poner en fundamento la cronología griega centrada en prácticas culturales que pudieron influir en los nombres de diversas regiones. También señaló paralelismos entre poetas como Orfeo, Museo, Hesíodo y Homero, que podrían considerarse los primeros indicios de historiografía literaria griega; sin embargo, su interés como sofista era específicamente de profesión. También obtuvo otros conocimientos en áreas como astronomía, geometría, aritmética y música. Se le atribuye a Hipias el estudio de la lengua con la música valorando el ritmo y las letras. Se le atribuye el descubrimiento de la cuadratriz utilizada en la geometría griega y la creación de sistemas mnemotécnicos. 
Pródico de Ceos ( 460 a.c ) durante su vida se enfocó en conocer sobre el lenguaje y lo significados de este. Su trabajo da bases para una teoría sobre la interpretación religiosa y de los mitos según el evemerismo, también caracterizaba al alma como el resultado de una organización.  

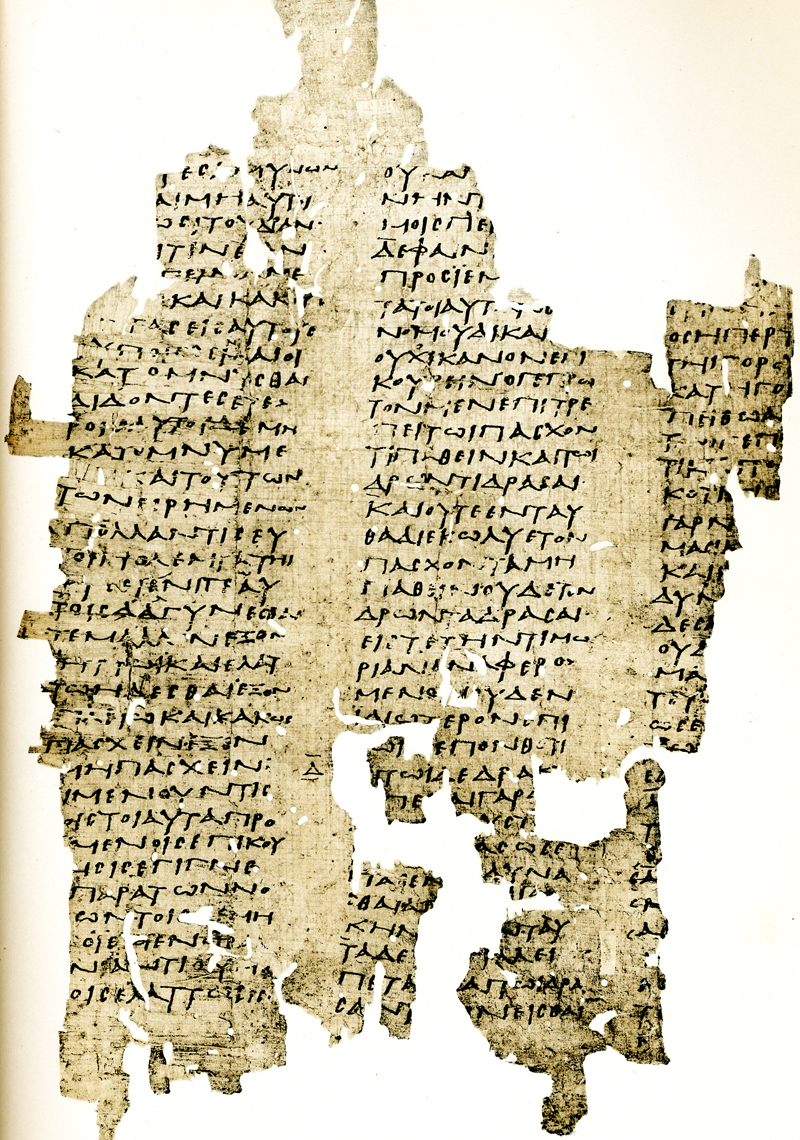
Un papiro del atribuido al primer libro de Sobre la Verdad de Antifonte de Atenas.

Antifonte (480-411 a.c) Fue un crítico de las leyes y destacó la importancia de la educación. Era defensor de la teoría hedonista, la cual afirma que las acciones humanas se ven motivadas por la búsqueda del placer. Se dedicó a escribir retórica y discursos políticos. Veía las leyes como convención artificial contrarias a la naturaleza humana, las caracteriza inestables y por eso están sometidas a vaivenes.  
Critias (460-403 a.c) se dice que fue discípulo de Gorgias y estuvo relacionado con Sócrates. Escribió un catálogo de inventores y recopilación de la invención del alfabeto fenicio, costumbres y constituciones. Como sofista su principal interés era la educación. También escribió teatro trágico y satírico, poemas elegíacos sobre temas de <antigüedad> y poemas épicos resaltando como poetae philosophi y poetae docti. 
Trasímaco (459-400) Criticaba la ley ya que consideraba que la ley solo buscaba favorecer a los fuertes, estas estaban dictadas para ejercer un beneficio o conveniencia a estos. A su vez, se entiende que la justicia beneficia y conviene al gobierno establecido que es el más fuerte permitiendo o justificando los abusos de poder a través de las leyes.

### Evolución del término
El verbo sophídsesthai, «practicar la sophía», sufrió una evolución similar al terminar por entenderse como «embaucar». La derivación sophistés se dio a los Siete Sabios en el sentido de «filósofos» y así llama Heródoto a Pitágoras, a Solón, y a quienes fundaron el culto dionisiaco. También se llamaba así a los mousike y a los poetas y, en general, a todos los que ejercían una función educadora. El uso peyorativo empezó a tomar forma en el siglo V a. C., coincidiendo con la extensión del uso del término a los prosistas. El momento coincide con un incremento de las suspicacias de los atenienses hacia los que mostraban una mayor inteligencia. Isócrates denostaba que el término «hubiera caído en deshonor» y Sófocles lo atribuye al hecho de que los educadores y maestros recibieran una remuneración por su trabajo. Esta es la tesis más extendida en la actualidad.
No obstante, era aceptado en la Grecia Antigua que los poetas cobrasen por sus servicios. El desprecio con el que los sofistas eran tratados en ocasiones no nacía del hecho mismo de recibir remuneración, sino de hacerlo, sobre todo, por la formación en la llamada areté, el arte de la política y la ciudadanía, que incluía todas las técnicas persuasivas para hacerse un lugar en la administración de la polis. Así que el término sofista llegó a considerarse como personas carentes de principios y de moral, corruptores de los jóvenes y falsificadores. 

## Críticas
Debido a esta práctica escrita los sofistas sufrieron ataques ya que muchos lo consideraron una propaganda para el abandono de la tradición oral y el uso de la memoria, lo cual también afectaría al razonamiento filosófico que se basaba en la palabra para ser transmitido. Por otra parte, los ideales socráticos y platónicos demandaban una negación a la expresión escrita, los griegos tenían una gran influencia de revivir la sabiduría de los grandes autores mediante la palabra hablada ya que de esta manera fue transmitida por estos. 
Platón criticaba a los sofistas por su formalismo y sus trampas dialécticas, pretendiendo enseñar la virtud y a ser hombre, cuando nadie desde un saber puramente sectorial, como el del discurso retórico, puede arrogarse tal derecho. También le criticaba el hecho de cobrar, más adelante el Estado los acusaría de tener falta de moral lo que les provocó descrédito y mala fama en la enseñanza que impartían. 
La primera exigencia de esa areté era el dominio de las palabras para ser capaz de persuadir a otros «Poder convertir en sólidos y fuertes los argumentos más débiles», dice Protágoras. Gorgias dice que con las palabras se puede envenenar y embelesar. Se trata, pues, de adquirir el dominio de razonamientos engañosos. El arte de la persuasión no está al servicio de la verdad sino de los intereses del que habla. Llamaban a ese arte «conducción de almas». Platón dirá más tarde que era «captura» de almas.
Según algunos autores, no eran, pues, propiamente filósofos. Decía Platón: «El sofista parece filósofo, pero no lo es: es un hombre extrañísimo cuyo ser consiste en no ser, y trata, antes que nada, de decir y expresar las cosas de un modo tal que convenzan». Para quienes son de esa opinión, tenían sin embargo en común con los filósofos una actitud que sí puede llamarse filosófica: el escepticismo y relativismo. No creían que el ser humano fuese capaz de conocer una verdad válida para todos. Cada quien tiene «su» verdad. Por el contrario, hay quien sostiene que sí lo eran, y que las ácidas críticas de Platón corresponden a una disputa por un mismo grupo de potenciales discípulos y a sus diferencias políticas y filosóficas.
De Aristóteles provendrá también el sentido peyorativo: sofista es quien utiliza del sofisma para razonar. Los más destacados miembros de la sofística fueron: Protágoras, Gorgias, Hipias, Pródico, Trasímaco, Critias y Calicles.

## Reivindicación en la actualidad
Frente a la tradición filosófica, algunos autores a partir del siglo XIX y XX han tratado de reivindicar la importancia filosófica de los sofistas. Por ejemplo, Nietzsche los consideró como auténticos filósofos frente a Sócrates y el platonismo. George Grote hizo una defensa apasionada de dicho movimiento en su Historia de Grecia. George B. Kerferd, siguiendo en parte a Grote, trazó una historia de sus interpretaciones desde Hegel hasta la actualidad, y mostró que sus pensamientos pueden analizarse como doctrinas filosóficas serias. Giorgio Colli ha destacado que no es menor el rigor lógico de Gorgias de Leontinos que el de Platón. Además plantea la hipótesis de que tal vez el sofista fuera el creador de la refutación por reducción al absurdo. También Michel Onfray ha tratado de destacar el papel de los sofistas en la filosofía griega.